# Gretta Taslakian
Gretta Taslakian (en arabe : غريتا تسلاكيان, née le 16 août 1985 à Ghadir) est une athlète libanaise spécialiste du sprint. Première libanaise à participer à trois éditions des Jeux olympiques (2004, 2008 et 2012), elle est l'actuelle détentrice des records du Liban du 200 mètres, du 400 mètres et Aziza Sbeity a battu le 9 juillet 2018 son record du 100 mètres.

## Biographie
Elle est née à Ghadir, au Liban, d'un père arménien et d'une mère syrienne.

### Palmarès
| Date | Compétition                 | Lieu     | Résultat | Épreuve | Performance |
| ---- | --------------------------- | -------- | -------- | ------- | ----------- |
| 2004 | Championnats d'Asie juniors | Ipoh     | 2e       | 200 m   | 24 s 65     |
| 2007 | Championnats panarabes      | Amman    | 2e       | 100 m   | 12 s 18     |
| 2007 | Championnats panarabes      | Amman    | 2e       | 200 m   | 24 s 01     |
| 2007 | Jeux panarabes              | Le Caire | 1re      | 100 m   | 12 s 07     |
| 2007 | Jeux panarabes              | Le Caire | 1re      | 200 m   | 23 s 56     |
| 2011 | Championnats d'Asie         | Kobe     | 2e       | 200 m   | 24 s 01     |
| 2011 | Jeux panarabes              | Doha     | 2e       | 100 m   | 11 s 96     |
| 2011 | Jeux panarabes              | Doha     | 1re      | 200 m   | 24 s 10     |
| 2013 | Championnats d'Asie         | Pune     | 3e       | 400 m   | 53 s 43     |

### Records
| Épreuve    | Performance | Lieu      | Date             |
| ---------- | ----------- | --------- | ---------------- |
| 100 mètres | 11 s 84     | Guangzhou | 21 novembre 2010 |
| 200 mètres | 23 s 56     | Le Caire  | 24 novembre 2007 |
| 400 mètres | 53 s 43     | Pune      | 4 juillet 2013   |